# Ulugʻbek Baqoyev
Ulugʻbek Baqoyev (häufig Ulugbek Baqoyev oder Bakayev; kyrillisch Улугбек Истамович Бакаев; * 28. November 1978 in Buchara) ist ein ehemaliger usbekischer Fußballspieler.

## Karriere

### Verein
Ulugʻbek Baqoyev begann seine Karriere im Jahr 1997 beim FK Buxoro in seinem Heimatland, wo er bis 2000 spielte. Die folgenden zwei Jahre verbrachte er in Russland beim PFK ZSKA Moskau und Torpedo-ZIL Moskau. Im Jahr 2003 stand der Stürmer bei FK Buxoro und  FK Andijon aus Usbekistan und FK Neftechimik Nischnekamsk aus Russland unter Vertrag. Von 2004 spielte er in Kasachstan bei Tobol Qostanai. 2008 kehrte er in seine Heimat zu dem Topklub Bunyodkor Taschkent zurück. Seit 2010 läuft der Stürmer erneut für den kasachischen Verein Tobol Qostanai auf.

### Nationalmannschaft
Ulugbek Baqoyev war von 2001 bis 2014 Mitglied der usbekischen Fußballnationalmannschaft.

## Erfolge
- Kasachischer Meister: 2010
- Bester Torschütze in Kasachstan: 2004, 2010, 2011, 2012